# 羅大佑
羅 大佑（ルオ・ダーヨウ、1954年7月20日 - ）は、台湾の男性歌手。本名同じ。

## 来歴
広東省梅州系の客家人。中国医薬大学で医学部を専攻。「華語ポップスのゴッドファーザー」との異名を持つ。

## アルバム
- 之乎者也（1982年4月21日）
- 羅大佑作品選（1982年）
- 未來的主人翁（1983年9月20日）
- 家（1984年10月18日）
- 愛人同志（1988年12月9日，台湾版）
- 告別的年代（1989年12月16日）
- 閃亮的日子（1989年12月16日）
- 原鄉（1991年9月26日)
- 戀曲2000（1994年11月11日，台湾版）
- 戀曲2000（1994年，中国版）
- 再會吧！素蘭（1995年）
- 寶島鹹酸甜（1996年2月）
- 昨日至今（2002年12月1日）
- 美麗島（2004年11月19日，台湾版）
- 美麗島（2005年,中国版）

## 書物
- 昨日遺書（1988年8月1日)，繁体字版
- 童年（2002年12月2日)
- 昨日遺書（2002年5月1日)，簡体字版